# Thraulodes basimaculatus
Thraulodes basimaculatus is een haft uit de familie Leptophlebiidae. De wetenschappelijke naam van de soort is voor het eerst geldig gepubliceerd in 2005 door Giordano & Domínguez.